# Artur Sirk
Artur Sirk (Lehtse vald, 25 settembre 1900 – Echternach, 2 agosto 1937) è stato un politico estone, ed una figura militare durante la Guerra di indipendenza estone.
Nato nella regione rurale di Järvamää, Sirk prese parte nella guerra di indipendenza estone e rimase in armi fino al 1926 quando divenne avvocato in Tallinn. Nel 1929 creò quello che sarebbe divenuto il Movimento Vaps, inizialmente ascrivibile come una associazione di veterani. I proclami di Sirk nella conferenza del 1932 dettero impeto ad un cambiamento in direzione di un partito che avrebbe preso vantaggio dall'iniziativa dei cittadini per assicurare un passaggio all'autoritarismo.
Il gruppo arrivò vicino al potere nel 1933 prima di essere messo fuorilegge da Konstantin Päts l'anno successivo. Sirk venne arrestato fino a quando riuscì a riparare in Finlandia, dove aveva amici nel Movimento di Lapua. Si stabilì in Lussemburgo, impossibilitato di ritornare in Estonia per vari motivi non ultimo il fallito tentativo colpo di Stato dei Vaps.
Sirk morì dopo essere precipitato da una finestra di un albergo in Echternach. Alcuni storici estoni quali Pusta e Tomingas hanno sostenuto la tesi che la morte sia stata un atto di defenestrazione da parte di agenti di Päts, sebbene la polizia lussemburghese abbia affermato essere stato un caso di suicidio.

## I rapporti con l'Italia
Nel corso degli anni Trenta, l'Italia cercò di accreditarsi nei Baltici nel ruolo di potenza amica. Nell'estate del 1933, Nicola Pascazio per conto dei Caur, dopo aver visitato la Lettonia, arrivò in Estonia per incontrare il movimento dei combattenti estoni ed il loro capo Sirk. Pascrazio aveva messo in risalto «come non avessero nulla da spartire con i nazisti», che non avevano organizzazioni vere e proprie e si servivano di club e giornali per la loro propaganda. Come negli altri paesi baltici, i tedeschi venivano visti con timore ed ostilità. Nel luglio-agosto 1934 si era recato in Estonia anche lo stesso Pavolini che stava studiando la possibilità di espansione dell'influenza italiana nel Baltico.
Pavolini rettificò la politica condotta da Pascazio in Estonia, allacciando rapporti con il partito governativo di Päts e del presidente del consiglio, il generale Laidoner. Questi infatti spaventati dalla grande popolarità dei Vaps, ne avevano sciolto il partito ed imprigionato gli aderenti. Pavolini decise dunque di affidare ad un comitato presieduto da Ernst Ein, ordinario di diritto romano all´Università di Tartu, il ruolo di pressione per una influenza al corporativismo ed una riforma dello stato in senso fascista.